# アルページュ
アルページュ（ARPEGE）は、日本のアパレルメーカー。アプワイザー・リッシェ(Apuweiser-riche)などのブランド展開で知られる。

## 概要
女性向けアパレルブランド、「アプワイザー・リッシェ(Apuweiser-riche)」、「ジャスグリッティ(JUSGLITTY)」、「リランドチュール(Rirandture)」、「マイストラーダ(Mystrada)」、「カデュネ(CADUNÉ)」、「アルページュ・ストーリー(Arpege story)」の6つを展開する。このうち「アルページュ・ストーリー」店舗ではすべてのブランドの商品を横断的に扱うセレクトショップ的構成としているほか、同名のECサイトも運営している。
野口麻衣子の父・桶田俊二が創業したアパレル卸売会社であったが、1998年に麻衣子が入社して以降SPAへの転換を決断。2001年に現在も同社の代表ブランドとなっている「アプワイザー・リッシェ」を立ち上げるとSPA的な小売事業を展開、百貨店や大型商業施設への出店を着実に進め、2000年代には『CanCam』および『AneCan』などの女性ファッション雑誌の台頭でとくにいわゆる「アネキャン世代」の支持を得て売り上げを伸長させた。
2011年9月にTSIホールディングス傘下の東京スタイル（当時）が買収してTSIグループの一員となったが、経営陣は続投した。

## 特色
女性が働きやすい職場づくりを目指し、97%が女性社員で出産からの復帰率は95%となっている。
ECサイトとリアル店舗のVMD（ビジュアル・マーチャンダイジング）連携に努めており、ECとリアル店舗の取り扱う商品に時差が生じないように注力されている。これにより購買者はECのトップページで紹介されている商品を店頭でもたやすく見つけることができる。これは同社が在庫を極力大量にもたない姿勢とも関係している。これを実現するために2012年からECフルフィルメントのAMS社のECプラットフォーム「PRAMS」を導入して活用している。ECサイトはコンテンツの拡充に力を入れており、単なるECサイトではなく顧客に対する発信力のある「メディア」と位置付けている。またInstagramでは自社スタジオや店舗から週20-30本という高い頻度でライブ配信を行っている。

## 来歴
- 1975年（昭和50年） - 桶田俊二がアパレル卸として創業[3]。
- 1981年（昭和56年） - 法人登記[1]。
- 2001年（平成13年） - 主力ブランドApuweiser-richeの展開を開始[3]。
- 2011年（平成23年） - TSIホールディングスグループのの資本傘下に[6]。
- 2017年（平成29年） - 野口麻衣子常務（桶田の娘）が代表取締役社長に就任。桶田は顧問に[2]。
- 2020年（令和2年） - TSIホールディングスがグループ再編を発表。この時点では2022年3月1日付で株式会社TSI（2021年3月に株式会社サンエー・ビーディーが商号変更して設立予定）が株式会社上野商会、株式会社ジャック、株式会社アルページュ、株式会社スタージョイナス、株式会社アンドワンダーを吸収合併したうえでTSIホールディングスがTSIを吸収合併し、TSIに商号変更するとしていた[7]。
- 2022年（令和4年） - TSIが上野商会を吸収合併を発表、また上記発表で同時に吸収合併する予定としていたジャック、アルページュ、スタージョイナスについては基盤整備と共通化が遅れていることから、以降のスケジュールについては順次発表していくとした[8]。
- 2025年（令和7年） - 3月のグループ人事で、野口は(株)アルページュ代表取締役社長のほか(株)TSIホールディングス執行役員、(株)TSI アルページュ事業部長を兼任している[9]。

## 展開するブランド
- Apuweiser-riche（アプワイザー・リッシェ）
- JUSGLITTY（ジャスグリッティ）
- Rirandture（リランドチュール）
- Mystrada（マイストラーダ）
- CADUNÉ（カデュネ）
- Arpege story（アルページュ・ストーリー）

## 過去に展開していたブランド
- oeuf doux（ウフ・ドゥー） - AneCanモデル 高垣麗子プロデュースによるルームウェアブランド[6]